# Гулаківка
Гулакі́вка —  село в Україні, у Лубенському районі Полтавської області. Населення становить 53 осіб. Орган місцевого самоврядування — Гребінківська міська громада.

## Географія
Село Гулаківка знаходиться на правому березі річки Гнила Оржиця, вище за течією на відстані 1 км розташоване село Загребелля, нижче за течією на відстані 1 км розташоване село Покровщина, на протилежному березі - село Корніївка.

## Історія
Село Гулаківка утворилося після революції 1917 року. Місцева влада на колишній поміщицькій землі виділила місце для поселення малоземельних родин.
Сюди поселялися, в основному, молоді сім'ї із багатодітних родин, у більшості — із Загребелля. В матеріалах перепису населення 1926 року Гулаківка ще не значиться: якщо в ній в той час і були поселенці, то вони були записані в Городищі, оскільки це поселення вважалося частиною села Городища.
Згодом вона стала окремим населеним пунктом, за переписом 1939 року тут налічувалося 183 чоловіки обох статей, в 1959 році — 182 чол, в 1972—122 чол., в 1990 р. — 76 чол., в 2012 р. — 53 чол..
До 30.09.1958 року Гулаківка відносилась до Городищенської сільради, а коли не стало цієї сільради, була прилучена до Слободо-Петрівської сільської ради.